# Лев VII
Лев VII (лат. Leo PP. VII; ? — 13 июля 939) — папа римский с 3 января 936 года по 13 июля 939 года. Восьмой папа периода порнократии.

## Биография

### Ранние годы
Римлянин, принадлежал к ордену бенедиктинцев.
В 932 году власть в Риме захватил Альберих II Сполетский. Присвоив титул Princeps atque Senator omnium Romanorum, он взял в свои руки светскую власть над городом и даже стал чеканить монеты со своим изображением. Самым важным политическим шагом Альбериха была женитьба в 935 году на Альде, дочери своего злейшего врага, Гуго Арльского, короля Италии. Свадьба способствовала их примирению. Одновременно с усилением светской власти Альберих взял под свой контроль и духовную, возведя на папский престол Льва и четверых его преемников.

### Папство
Лев был избран папой в декабре 935 года. Однако с самого начала понтификата Альберих взял на себя и полномочия религиозного лидера Рима. Так, он от имени папы поддержал Клюнийское движение, направленное на повышение монашеской дисциплины. При этом Альберих преследовал и чисто политические цели, стремясь через религиозные догматы сломить силу баронов, которые владели большими имениями близ Рима.
Единственный документ папы Льва, сохранившийся для потомков, это его благодарность Альбериху, в которой он описан как «милосердный», «возлюбленный духовный сын» и «славный принц римлян».
Лев поощрял развитие монастырей, благословил архиепископа Майнца Фридриха изгнать иудеев из Германии.
Лев VII умер 13 июля 939 года после трёх с половиной лет своего папства и похоронен в базилике Святого Петра.